# Кілограм-сила
Кілогра́м-си́ла, позначення: кгс або кГ; міжнародне: kgf або kgF (фр. kilogramme-force, англ. kilogram-force, нім. Kilopond n, Kilogramm-Kraft f) — основна одиниця вимірювання сили в системі одиниць МКГСС. Кілограм-сила — це сила, яка надає тілу масою 1 кг прискорення 9,80665 м/с2.

III Генеральна конференція мір і ваг (1901) надала цій одиниці таке визначення:
Кілограм-сила дорівнює силі, яка передає масі, що перебуває у стані спокою і дорівнює масі міжнародного прототипа кілограма, прискорення, яке дорівнює нормальному прискоренню вільного падіння (9,80665 м/с2).
Співвідношення з одиницею сили системи SI:
1 кгс = 9,80665 Н.
1 Н ≈ 0,10197162 кгс.
Рідше використовують кратні та частинні одиниці:
- тонна-сила: 1 тс = 103 кгс = 9806,65 Н;
- грам-сила: 1 гс = 10−3 кгс = 9,80665×10−3 Н.

Раніше кілограм-силу позначали кГ (kG), на відміну від кілограм-маси — кг (kg); аналогічно, грам-силу позначали Г (G), а грам-масу — г (g).
У низці Європейських країн для кілограм-сили до уведення в 1960 році Міжнародної системи одиниць (SI) офіційно використовувалась назва кілопонд (від лат. pondus — «вага»; міжнародне позначення: kp). Зараз як одиниця вимірювання сили застосовується одиниця СІ ньютон, а понд вважається застарілою одиницею (наприклад, у Німеччині не застосовується з 1 січня 1978 року).